# Our Airline
Our Airline (Codi IATA: ON, OACI: RON, i Callsign: Our Airline) és l'aerolínia nacional de Nauru. La seva base principal és l'Aeroport Internacional de Nauru, al districte de Yaren.
El successor de l'aerolínia "Air Nauru" va ser creat per fer un ràpid mitjà de transport amb altres països veïns, ja que l'economia estava creixent. Opera serveis regulars internacionals dels dimarts, dijous i divendres, entre Brisbane, Honiara i Nauru. Abans, quan l'ex-Air Nauru havia una considerable flota, hi va haver vols a gairebé totes les illes del Pacífic i per a les tres ciutats australianes de Melbourne, Brisbane i Sydney.

## Destinacions
- Austràlia
- Brisbane
- Salomó
- Honiara
- Nauru
- Yaren

## Flota
La flota d'Our Airline consta de dos Boeings 737-300.